# Spectrum – Internationaler Preis für Fotografie
Spectrum – Internationaler Preis für Fotografie titelt die Auszeichnung, die die Bedeutung der Fotografie als zeitgenössisches Medium der Bildenden Kunst würdigt. Der mit 15.000 Euro dotierte Preis wird von der Stiftung Niedersachsen in Kooperation mit dem Sprengel Museum Hannover vergeben. Zudem wird durch eine umfassende Ausstellung im Sprengel Museum und der Herausgabe eines mehrsprachigen Kataloges der jeweils herausgestellte Künstler einer breiten Öffentlichkeit vorgestellt.
Die Preisverleiher knüpfen mit der Namensgebung des Preises an die Geschichte einer der ersten Fotogalerien Europas an: Die 1972 gegründete Photogalerie Spectrum legte den Grundstock der Sammlung von Fotografie und Medien im Sprengel Museum Hannover.
Seit 1994 werden in meist zwei- bis dreijährigem Rhythmus international renommierte Fotografen mit der Preisvergabe geehrt. Die Künstler repräsentieren dabei eine umfassende Bandbreite des Mediums Fotografie, sei es der dokumentarischen Stil von Robert Adams und Helen Levitt, „das Zusammenspiel von Bild und Text“ durch Sophie Calle, die konzeptionelle Herangehensweise der Martha Rosler oder beispielsweise „das Spiel mit den Bildern“ von John Baldessari.
Anlässlich der Vergabe des Preises richtet das Sprengel Museum eine Ausstellung aus, die das Werk des ausgezeichneten Künstlers oder der ausgezeichneten Künstlerin in Form einer Retrospektive umfassend vorstellt.

## Preisträger
- 1994: Robert Adams, USA[1]
- 1997: Thomas Struth, Deutschland[1]
- 1999: John Baldessari, USA[1]
- 2002: Sophie Calle, Frankreich[1]
- 2005: Martha Rosler, USA[1]
- 2008: Helen Levitt, USA[1]
- 2011: Bahman Jalali, Iran[1]
- 2013: Boris Mikhailov, Ukraine[1]

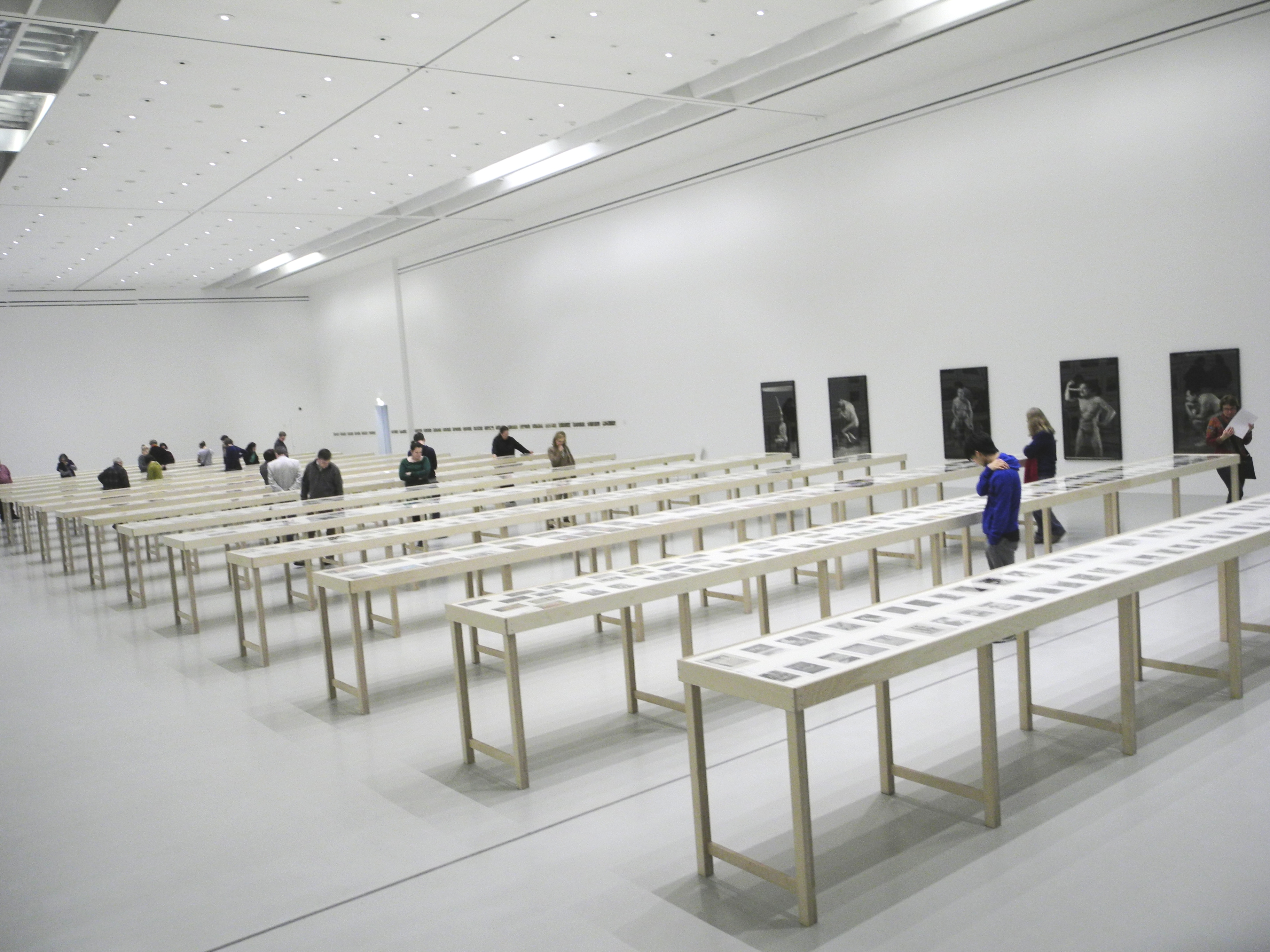
2013: Boris Mikhailov-Ausstellung im Sprengel Museum Hannover

- 2015: Hannah Collins, Großbritannien[1]
- 2017: Rineke Dijkstra, Niederlande[1]
- 2019: Fiona Tan, Indonesien[2]
- 2020: Zanele Muholi, Südafrika[3]
- 2023: Adrian Sauer, Deutschland[4]